# Esparver de l'aigua
L'esparver de l'aigua (Oxygastra curtisii) és una espècie odonat anisòpter de la família Corduliidae. Es tracta d'una relíquia preglaciar amenaçada (EN) a Espanya.

## Distribució
Només viu en reductes del sud-oest d'Europa i nord del Magreb, encara que hi ha algunes poblacions en regions més al nord d'Europa. Per estats, es pot trobar a Bèlgica, França, Alemanya, Itàlia, Luxemburg, Marroc, Portugal, Espanya i Suïssa. Ja ha desaparegut del Regne Unit i Països Baixos. A la península Ibèrica principalment es pot trobar a Galícia (on és més comuna), Catalunya, Extremadura i Andalusia; en aquests territoris sol viure per sota els 600m.
A Catalunya és present a les muntanyes de Girona, Serralada Transversal, massís del Montseny, la serra de Montsant, Ports de Tortosa i riu Ebre.

## Descripció
Envergadura alar d'entre 47 i 54 mm. Mascles i femelles similars, tot i que els primers són lleugerament més grans. Destaca la seva coloració verda metàl·lica sobre la qual es troben franges grogues a la part dorsal dels segments abdominals. Els adults tenen les ales hialines i tenyides de groc a la base.

## Fenologia
Es poden observar els adults des de finals de maig (finals d'abril a les zones més càlides) fins a principis d'agost o fins i tot més enllà.

## Hàbitat
Prefereix trams assolellats de rius relativament grans (o de corrent lenta) amb fons fangós i riberes amb arbres o arbusts arrelats a la llera d'aquests.

## Comportament
Els mascles són territorials i patrullen els marges del riu prop de l'aigua volant, de vegades, per sobre de les copes dels arbres. Les femelles ponen els ous a les vores dels rius, entre les roques o les arrels.

## Conservació
Al llarg dels anys les poblacions s'han anat mantenint i el seu estatus global ha anat millorant fins que passant d'estar en perill (EN) fins a gairebé amenaçada (NT). A Espanya encara manté l'estatus d'EN. Les principals amenaces són la contaminació de les aigües, la desviació de les rius pel reg amb la consegüent construcció de canals i disminució del cabal del riu.

## Galeria

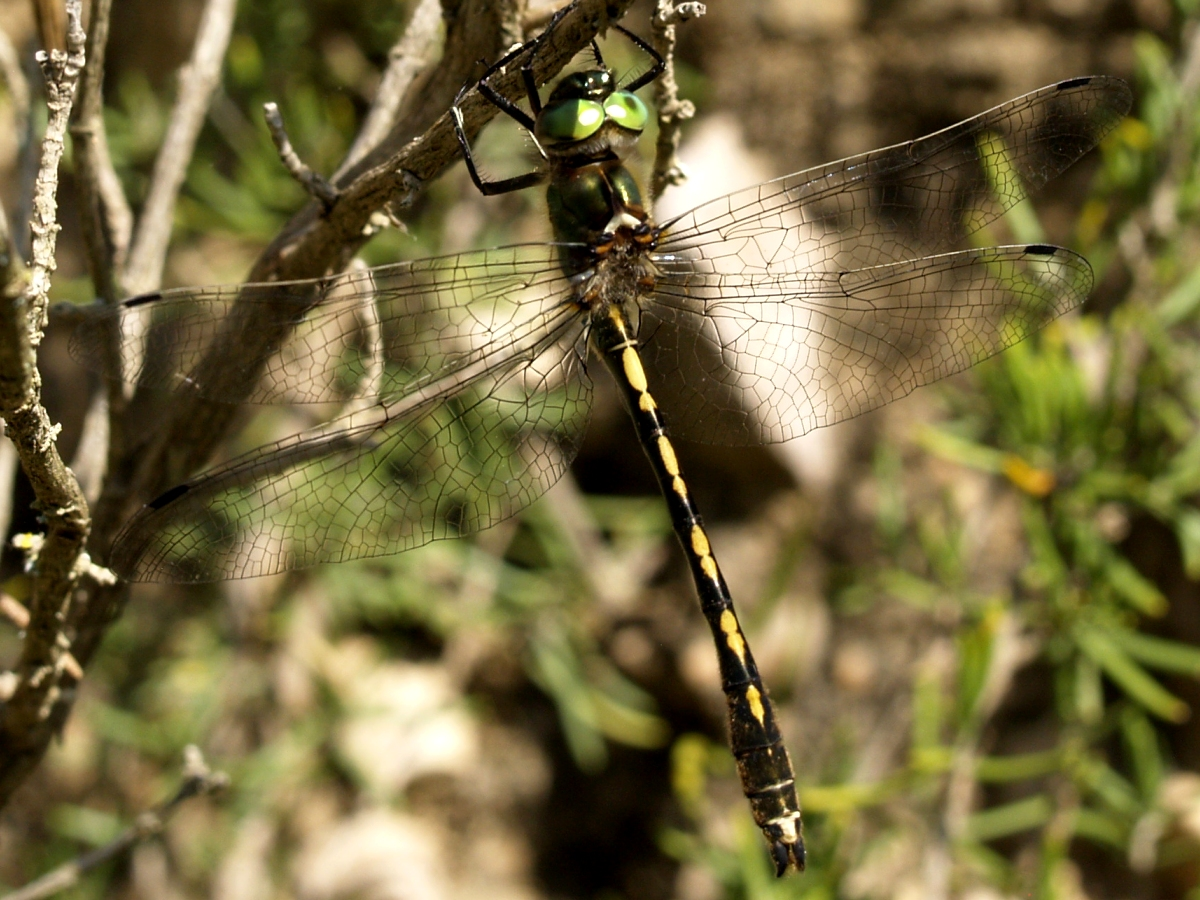
Mascle
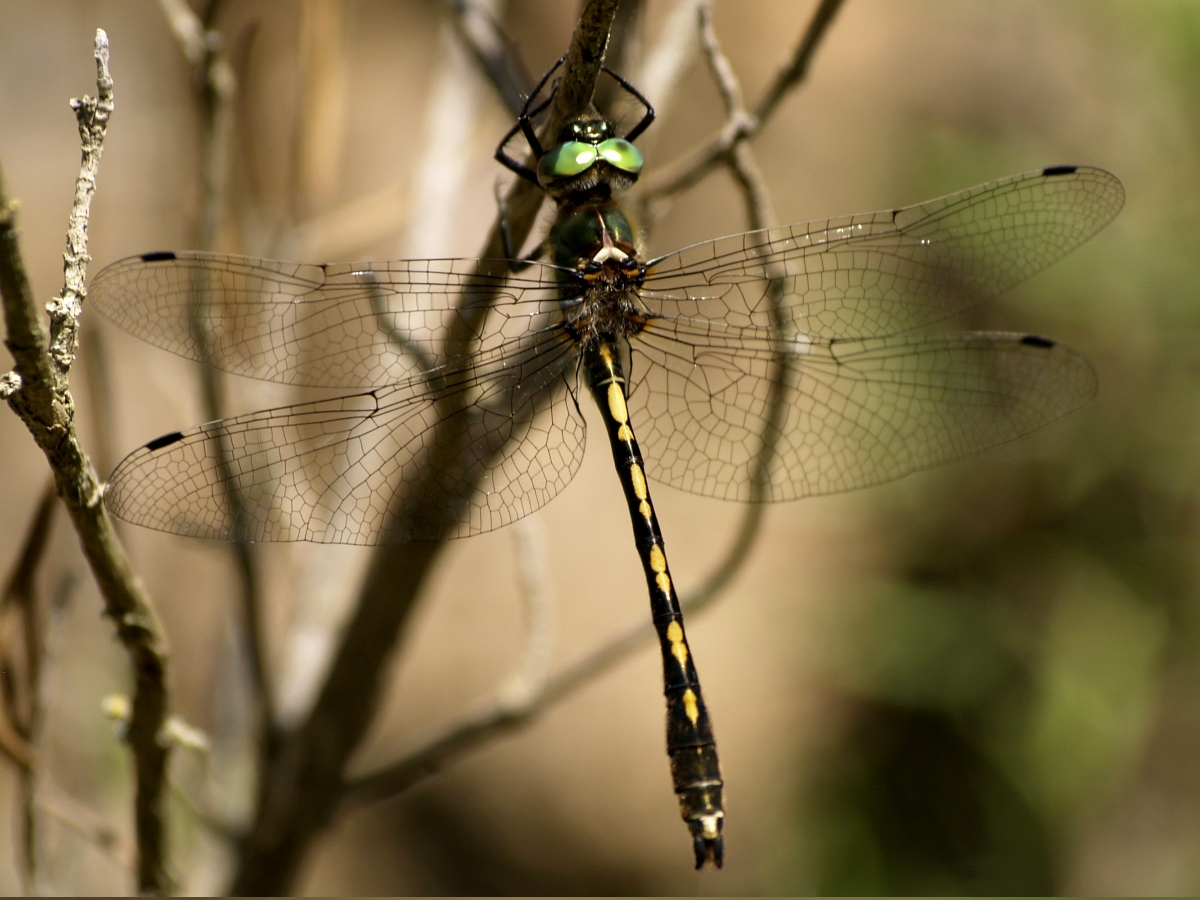
Mascle
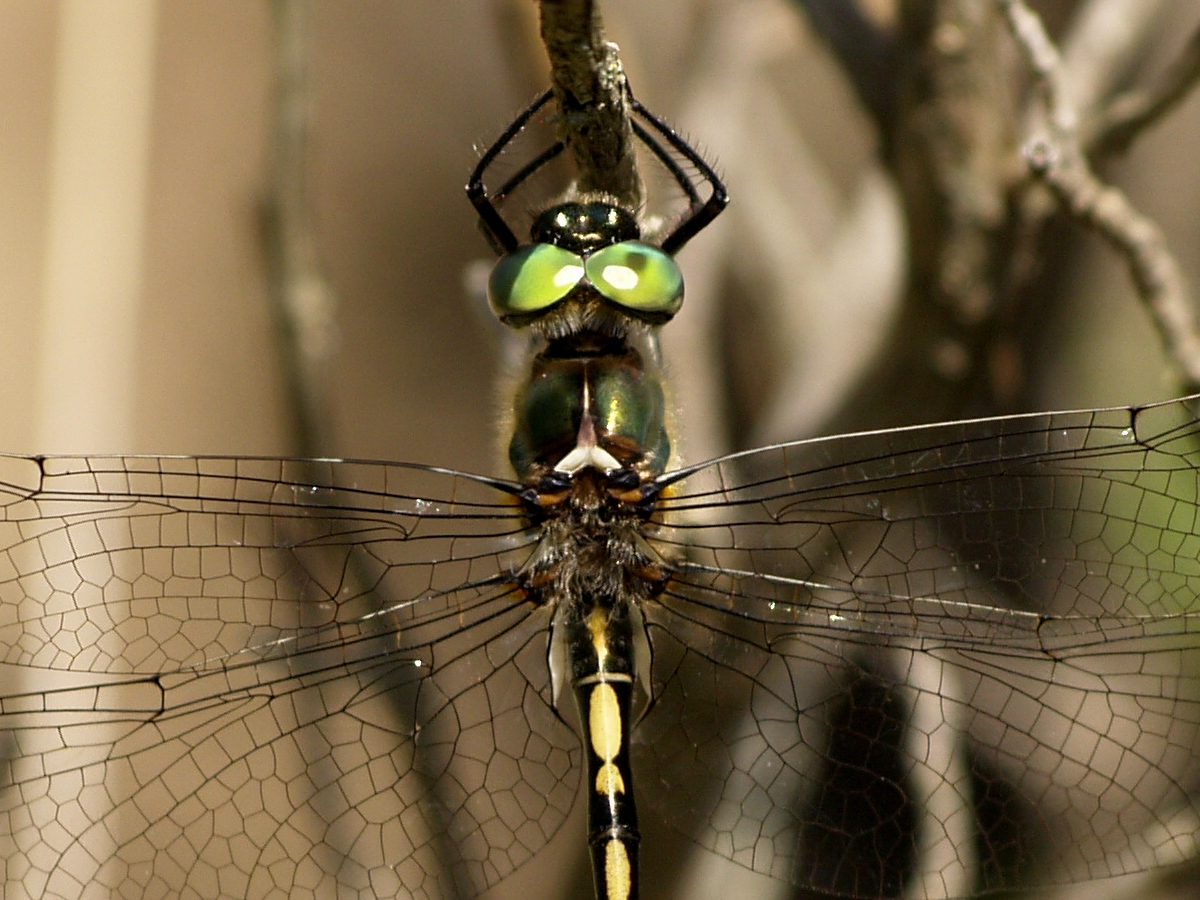
Detall cap i tòrax
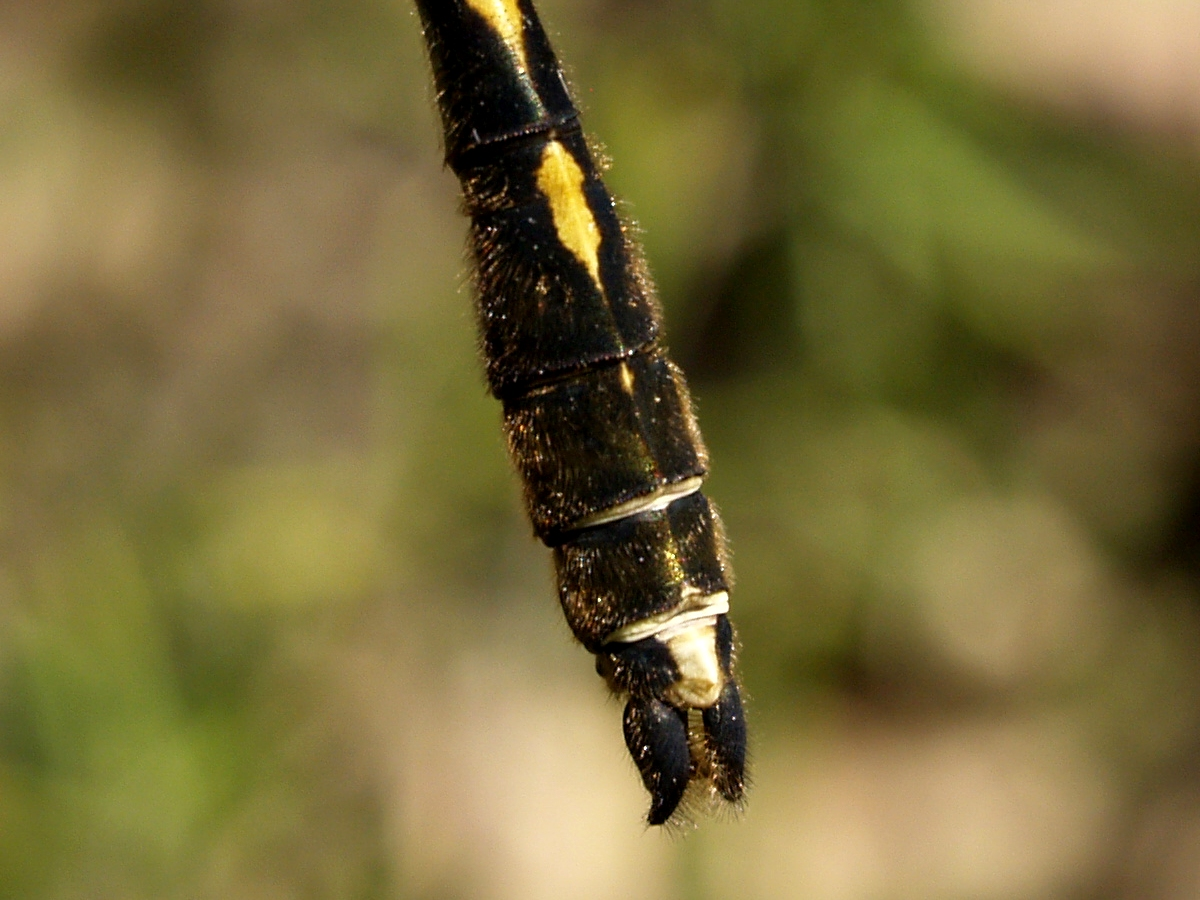
Detall abdomen